# Holger Crafoord

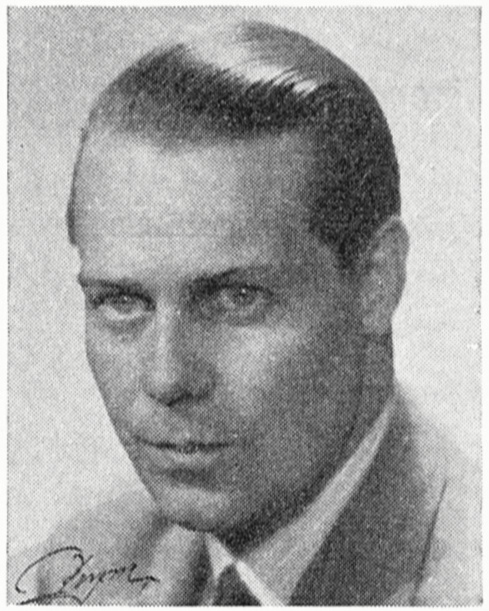

Holger Crafoord (Aussprache [ˌhɔlːgəɹ ˈkrafːɔɖ], * 25. Juli 1908 in Stockholm; † 21. Mai 1982) war ein schwedischer Industrieller. 
Nach seiner Ausbildung zum Ökonom begann er seine Karriere beim Verpackungsunternehmen Åkerlund & Rausing und Tetra Pak. 1964 gründete er in Lund die Firma Gambro, in der die von Nils Alwall entwickelte  Künstliche Niere zur Marktreife gebracht wurde. Für die Gründung der Firma verkaufte Crafoord seine Anteile an seinen beiden Unternehmen an seinen Geschäftspartner Ruben Rausing.
Nach ihm benannt ist der von ihm gestiftete Crafoord-Preis, im baden-württembergischen Hechingen, dem Standort der größten Produktionsstätte von Gambro, ist eine Straße nach ihm benannt.